# Kjutschek

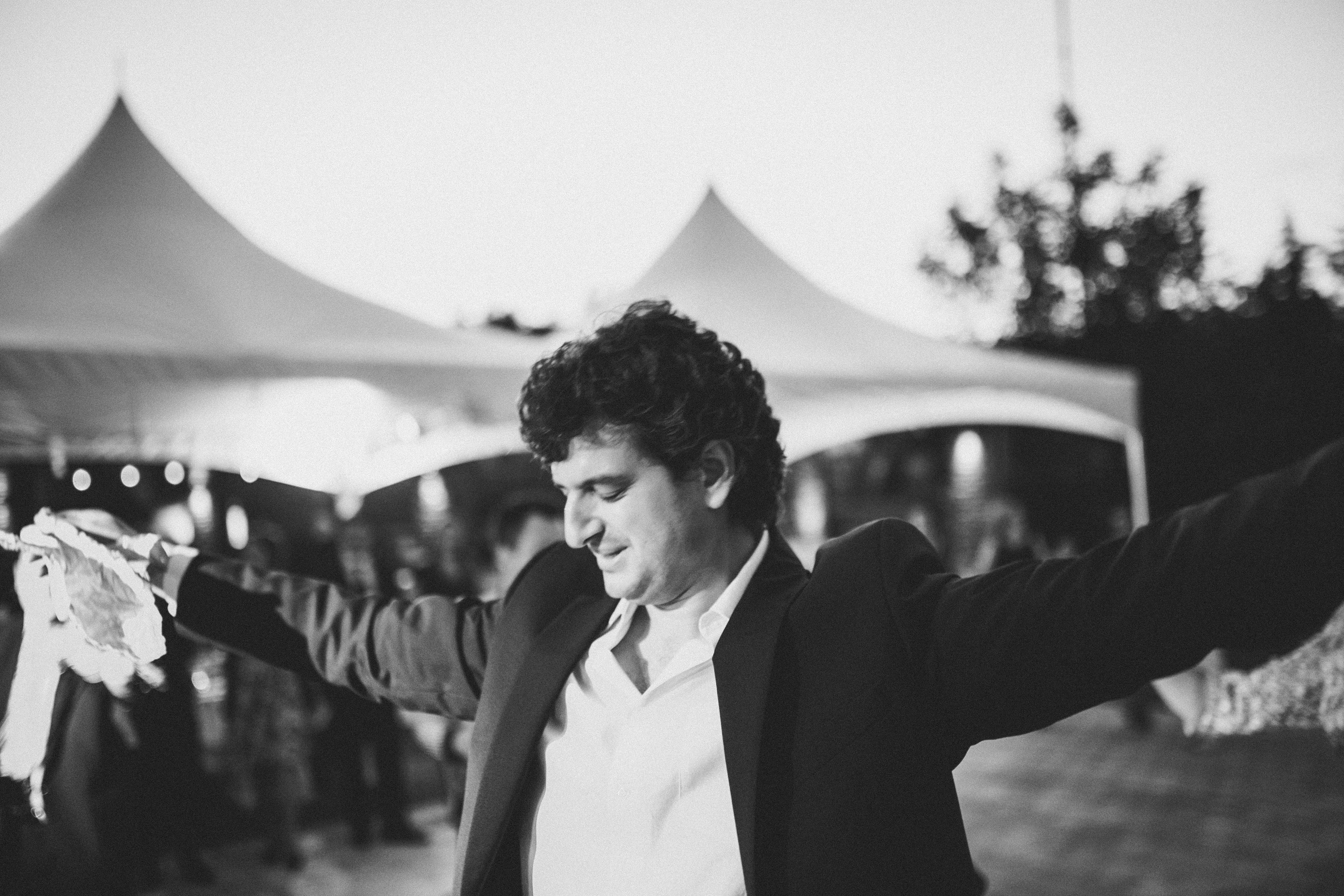
Makedonier beim Tanz des Kjutschek

Der Kjutschek (bulgarisch кючек) oder albanisch Qyçek (serbokroatisch чочек čoček, mazedonisch чочек, von türkisch Kötschek) ist eine europäische Musikgattung und ein Tanz, der im frühen 19. Jahrhundert auf dem Balkan entstand. Er spielt eine wichtige Rolle im Repertoire vieler Roma-Blaskapellen. Kjutschek gehört zum Genre des Balkan oder Gypsy Brass und wird oft damit gleichgesetzt.
Der Tanz entwickelte sich über osmanische Militärkapellen, die zu dieser Zeit in der gesamten Region verbreitet waren – vor allem auf den Gebieten des heutigen Serbien, Bulgarien, Makedonien und Rumänien. Dies führte zu einer allmählichen Aufteilung und einer breiten Palette ethnischer Substile des Kjutschek. Der Kjutschek wurde im Laufe der Generationen mündlich wie schriftlich überliefert, hauptsächlich von den Minderheiten der Roma bewahrt und auf Dorfhochzeiten und Banketten weitgehend praktiziert. Der Kjutschek ist vor allem unter der albanischen sowie der moslemischen Roma-Bevölkerung in Makedonien, Süd-Serbien und dem Kosovo beliebt. Als der Tanec im Jahr 1956 in die Vereinigten Staaten kam, wurde der Kjutschek als ein moslemischer Frauentanz aufgeführt: Der „Kupurlika“ aus Titov Veles.
Der Kjutschek ist gewöhnlicherweise ein Tanz mit einem 9/8-Zeitstempel; bei zwei Varianten sind die Schläge auf 2-2-2-3 und 2-2-3-2 aufgeteilt (auf diesen letzteren Zähler wird manchmal als „Zigeuner-neun“ Bezug genommen). Roma-Musiker, die auf dem Gebiet des ehemaligen Jugoslawien verteilt leben, haben die Variationen erweitert; diese enthalten auch den Vier-Viertel- sowie Sieben-Achtel-Takt.
In der Gemeinschaft der internationalen Volkstänzer wird der Kjutschek zu vielen Melodien getanzt. Zu den Kjutschek-Tänzen zählen auch das Jeni Jol und das Sa Sa.
Der Jazzkomponist Dave Brubeck wurde durch kjutschek-artige Tempi beeinflusst. Das Lied Blue Rondo à la Turk aus dem Album  Time Out album wurde im 9/8- und 4/4-Takt verfasst und veröffentlicht.